# Moulai Ismail Ibn Sharif

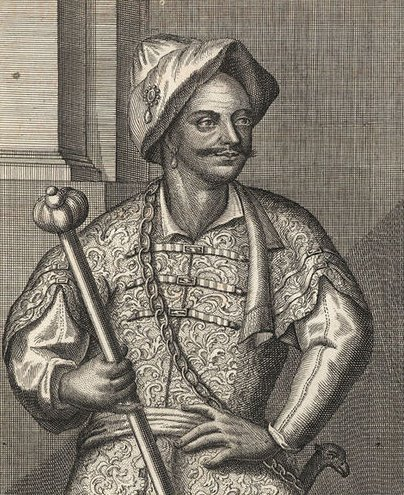
Moulai Ismail Ibn Sharif

Moulai Ismail Ibn Sharif (în arabă مولاي إسماعيل بن الشريف ابن النصر) , (n.  1634? sau 1645? - d. 22 martie 1727) a fost un sultan al regatului Maroc, ce a condus între anii 1672 - 1727.
A avut cea mai lungă domnie din istoria Marocului, perioadă caracterizată prin conflicte violente cu turcii otomani, cu Spania și cu Anglia. 
Deținea un harem numeros și se spune că ar fi avut circa o mie de copii.